# Lichtloch

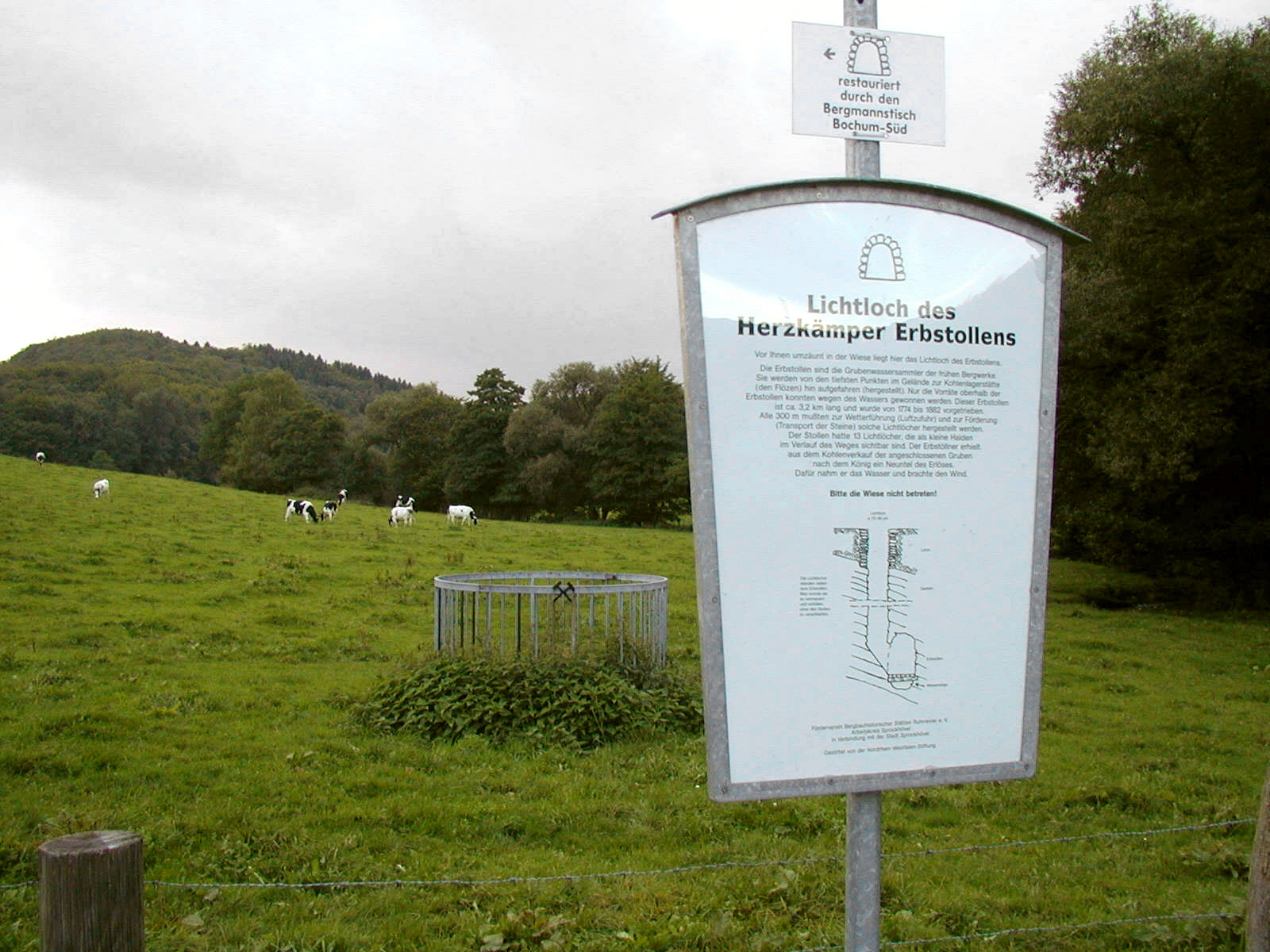
Lichtloch des Herzkämper Erbstollens

Ein Lichtloch, auch Lichtschacht genannt, ist ein enger Schacht, der bis auf einen tieferen Grubenbau abgeteuft wird, um die Grubenbaue zu bewettern. Die Bezeichnung Lichtloch geht nicht, wie man vielleicht annehmen möchte, auf das Einfallen von Tageslicht ins Bergwerk zurück, sondern darauf, dass es die zum Brennen des Geleuchts notwendigen Frischwetter zur Verfügung stellt. Im Bensberger Erzrevier wurden die Lichtlöcher wegen ihrer Funktion auch Luftloch bzw. Luftschacht genannt. Lichtlöcher, die auf einen Stollen geteuft werden, nennt man auch Stollenschacht oder Stollnschacht.

## Herstellung und Abmessungen

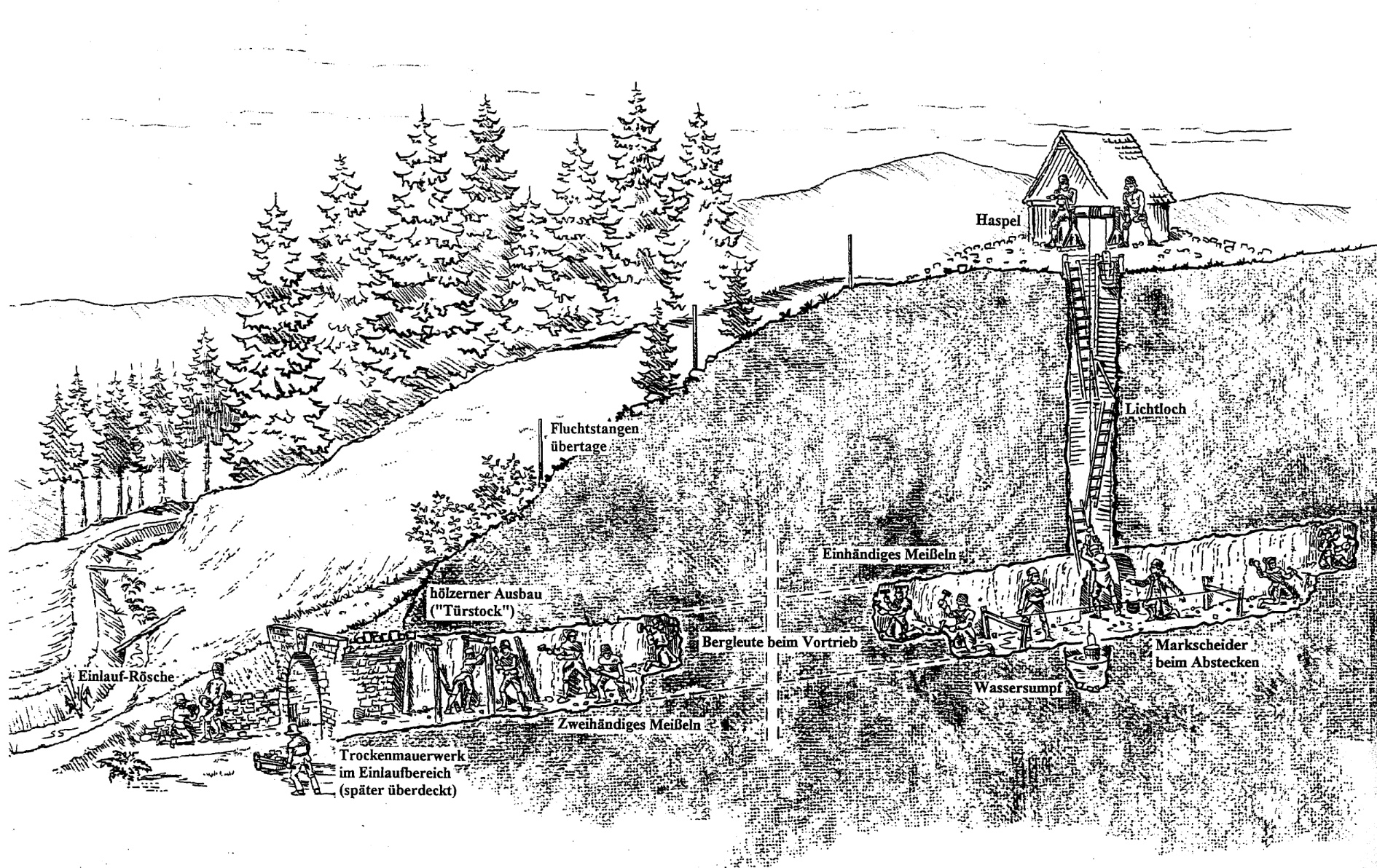
Auffahrung eines Oberharzer Wasserlaufes mit Lichtloch im Gegenortbetrieb

Lichtlöcher wurden in der Regel wie übliche Schächte abgeteuft. Wenn ausreichend, wurden auch nur einfache Bohrlöcher erstellt. Die Lichtlöcher wurden, je nach örtlichen Gegebenheiten, entweder seiger oder tonnlägig angelegt. Der Aushub der Lichtlöcher wurde in unmittelbarer Nähe des jeweiligen Lichtlochs zu einer kleinen Lichtlochhalde aufgeschüttet. Diese kleinen Halden kennzeichnen auch heute noch den untertägigen Verlauf des jeweiligen Stollens. Die einzelnen Lichtlöcher hatten meistens unterschiedliche Abmessungen. Der Querschnitt der Lichtlöcher war verhältnismäßig klein. So war die Öffnung der Lichtlöcher oftmals nur 0,5 Lachter breit und 0,75 bis maximal einen Lachter lang. Auch die Form der Schachtscheibe war bei den Lichtlöchern recht unterschiedlich. Im Mansfelder Bergbaurevier waren die Querschnitte der Lichtlöcher zunächst viereckig, später wurden auch oval geformte Lichtlöcher erstellt. Die Stöße der Lichtschächte wurden nur dann mit Ausbau versehen, wenn es die fehlende Standfestigkeit des Nebengesteins erforderlich machte. Da die Lichtlöcher bis auf die Stollensohle abgeteuft wurden, hing die jeweilige Teufe von der Mächtigkeit des Deckgebirges und von der Lage im Gelände ab. Je nach den örtlichen Gegebenheiten lag die Teufe des Lichtloches somit zwischen 5,2 und mehr als 206 Meter. Der Ansatzpunkt der Lichtlöcher wurde häufig so gewählt, dass sie nicht unmittelbar auf dem Stollen zu stehen kamen, sondern meist erst über einen kleinen Querschlag oder ein Flügelort mit dem Stollen durchschlägig wurden. Die Länge dieser kleinen Verbindungsstollen lag bei wenigen Metern. Der genaue Ansatzpunkt für die einzelnen Lichtlöcher erforderte mehrfache markscheiderische Messungen. Schwierig wurde diese Messung dadurch, dass die Lichtlöcher seitlich vom Stollen angelegt waren.

## Abstände und Anzahl
Die Anzahl und Abstände waren zur Anfangszeit des Stollenbaus sehr unregelmäßig. Im Laufe der Jahre wurden die Lichtlöcher immer planmäßiger angelegt. Ihre Anlage erfolgte nach Bedarf und entsprechend der Auffahrung des Stollens. Die Anzahl der erstellten Lichtlöcher war abhängig von den jeweiligen örtlichen Gegebenheiten und von der Stollenlänge. So gab es Stollen, für deren Auffahrung bis zu sieben Lichtlöcher ausreichend waren. Für die Auffahrung anderer Stollen war eine deutlich größere Anzahl Lichtlöcher erforderlich, für die Auffahrung des Froschmühlenstollens beispielsweise wurden 81 Lichtlöcher angelegt. Durch eine größere Anzahl von Lichtlöchern war es möglich, mittels Gegenortvortrieb den Stollen schneller aufzufahren. Allerdings sank die Fertigungszeit für den Stollen nicht proportional mit der Anzahl der erstellten Lichtlöcher. Außerdem stellte die Notwendigkeit zum Niederbringen mehrerer Lichtlöcher speziell beim Vortrieb längerer Stollen einen nicht unbeträchtlichen Kostenfaktor dar. Aus diesem Grund war man bestrebt, die Anzahl der Lichtlöcher auf das notwendige Maß zu beschränken. Die Abstände der einzelnen Lichtlöcher lagen zunächst je nach örtlichen Gegebenheiten zwischen 50 und 100 Lachter. Später wählte man bei der Neuanlage eines Lichtloches auch Abstände zwischen den Lichtlöchern von 300 bis 400 Lachtern. Der maximale Abstand zwischen zwei Lichtlöchern lag bei 1600 Lachtern.

## Verwendung

Bewetterung eines Stollens

In erster Linie wurde ein Lichtloch zur Bewetterung des Stollens verwendet. Hierbei wurde der aufgrund des natürlichen Druckunterschieds zwischen Stollenmundloch und Lichtlochöffnung entstehende natürliche Wetterzug genutzt, um den Stollen zu bewettern. Die Wettermenge reichte dann aus, um die Bergleute mit Frischwettern zu versorgen und die Grubenlichter mit Sauerstoff zu versorgen. Zusätzlich wurden verschiedene Lichtlöcher auch für die Wasserhaltung und die Förderung verwendet. Es gab auch Lichtlöcher, die für die Seilfahrt der Bergleute genutzt wurden. Das Lichtloch 81/II des Froschmühlenstollens wurde noch bis zum Jahr 1969 für die Fahrung und Bewetterung des Stollens benutzt. Letztendlich wurden bei längeren Stollen oftmals schon im Vorfeld mehrere Lichtlöcher angelegt, um den Stollen mittels Gegenortvortrieb schneller aufzufahren.

## Nachnutzung
Lichtlöcher, die nicht mehr für den Bergbaubetrieb genutzt wurden, deckte man mit einer Platte ab. Ein Teil der Lichtlöcher wurde auch ganz oder teilweise mit Lockermassen verfüllt. Nach dem Ende des Bergbaus wurden in einigen Bergbaurevieren die offen gebliebenen Lichtlöcher mit Pumpen versehen, um das sich in den untertägigen Hohlräumen ansammelnde Grubenwasser abzupumpen. Das abgepumpte Wasser wurde dann zur häuslichen Wasserversorgung genutzt.